# Please Don't Stop Loving Me (canción de Elvis Presley)
"Please Don't Stop Loving Me" ("Por favor no pares de amarme") es una canción del género vals escrita por Joy Byers, grabada y popularizada por Elvis Presley a partir de que formó parte del álbum perteneciente a la banda sonora de su película Frankie and Johnny. La canción entró en la lista de Billboard Hot 100 alcanzando el puesto # 45 en 1966 permaneciendo el la lista durante 8 semanas consecutivas. 

## Grabación
Elvis grabó la voz de la canción el 13 de mayo de 1965 en los estudios Radio Recorders de Hollywood, California. Los temas destinados a la musicalización de su nueva película no despertaron en Elvis un gran interés y fue una de las pocas veces que el cantante no participó de la producción instrumental, limitándose a concurrir al estudio una vez que sus músicos ya habían grabado las pistas, para grabar su voz cantando sobre las mismas. 
Aun así el resultado fue lo suficientemente bueno como para lograr ventas lo suficientemente altas como para que Elvis obtuviera un disco de platino y un disco de oro por el álbum de la banda sonora y el sencillo con el tema "Frankie and Johnny" / "Please Don't Stop Loving Me" respectivamente.

### Músicos de la sesión
- Elvis Presley - voz
- Scotty Moore - guitarra
- Tiny Timbell - guitarra
- Charlie McCoy - armónica
- Bob Moore - bajo
- Buddy Harmand - batería
- D. J. Fontana - batería
- Larry Muhoberac - piano
- George Worth, Richard Noel, Gus Bivona, John T. Johnson y Robert Corwin - vientos
- The Jordanaires - coros [1]

## Listas
| Listas (1966)        | Posición alcanzada |
| -------------------- | ------------------ |
| US Billboard Got 100 | 45                 |